# Liste de personnalités liées à Vannes
Liste non exhaustive de personnes étant nés ou ayant vécu à Vannes, commune française du Morbihan, en Bretagne.

## Personnages célèbres

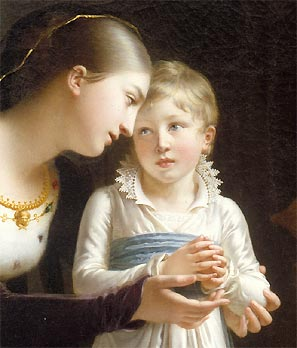
Arthur III enfant et sa mère Jeanne de Navarre

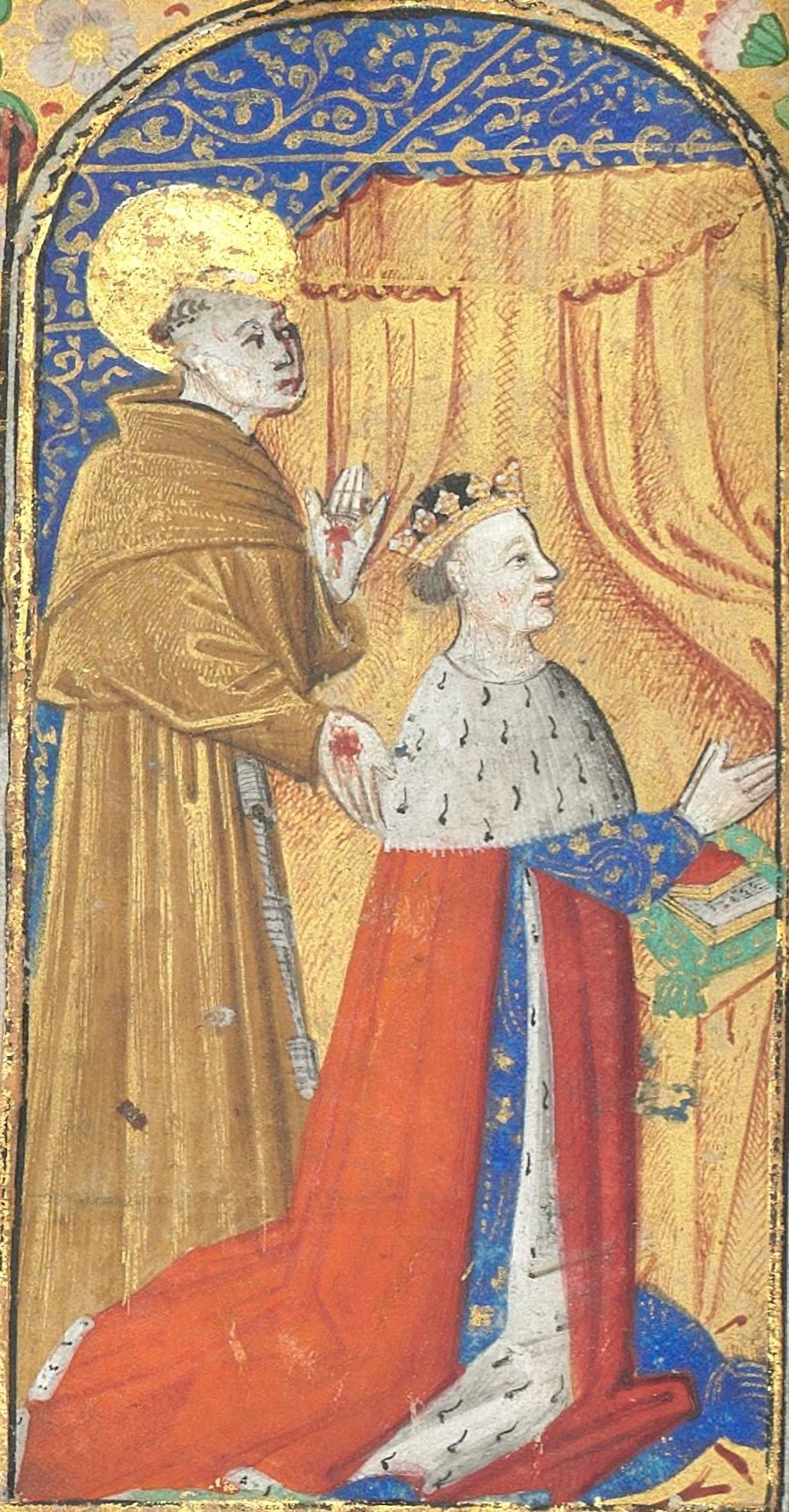
François Ier de Bretagne

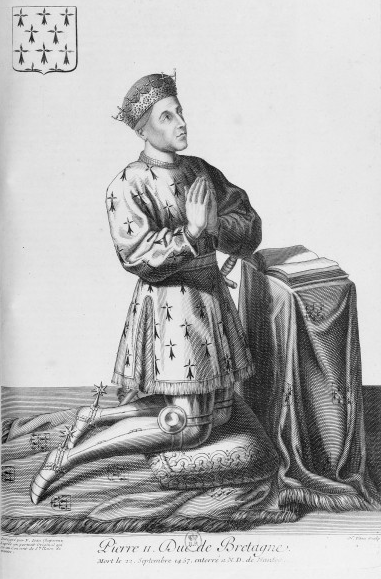
Pierre II de Bretagne

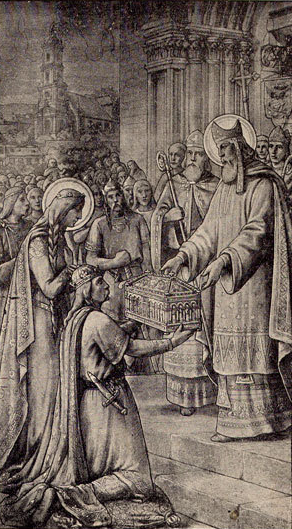
Saint Patern

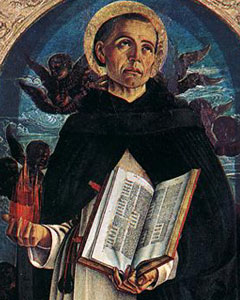
Saint Vincent Ferrier

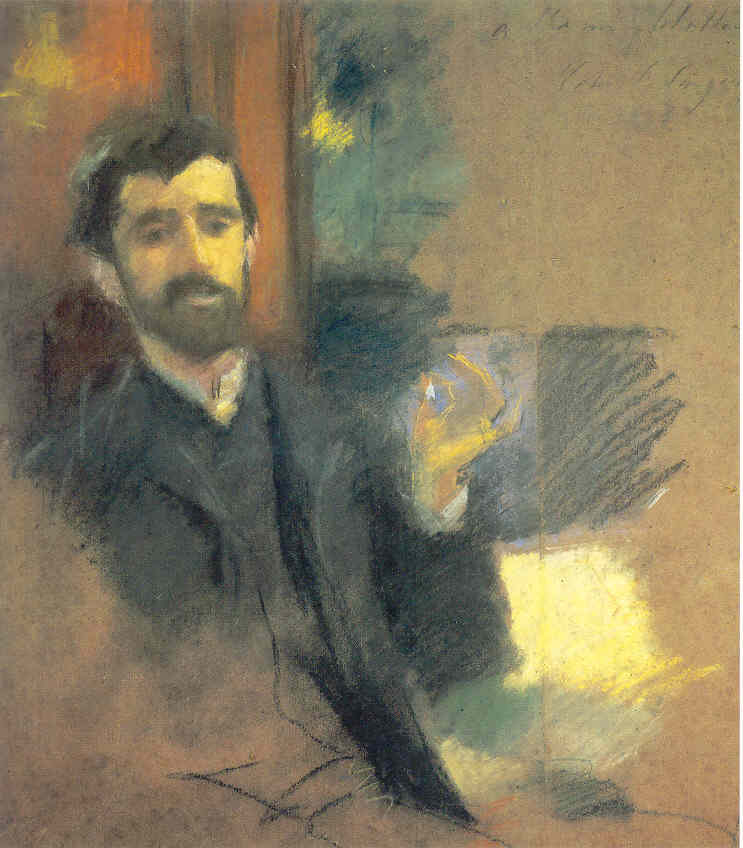
Paul Helleu

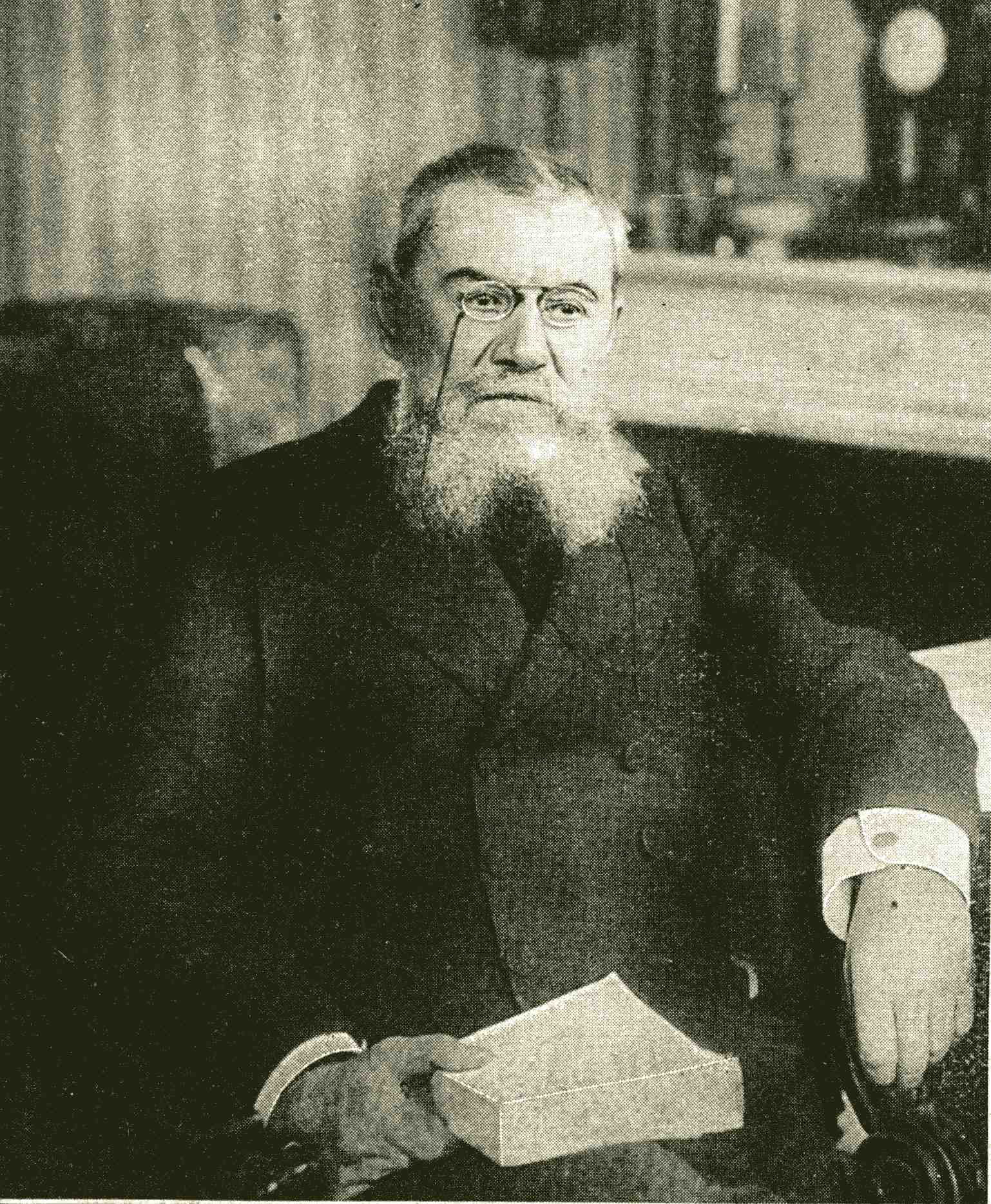
Pierre de la Gorce

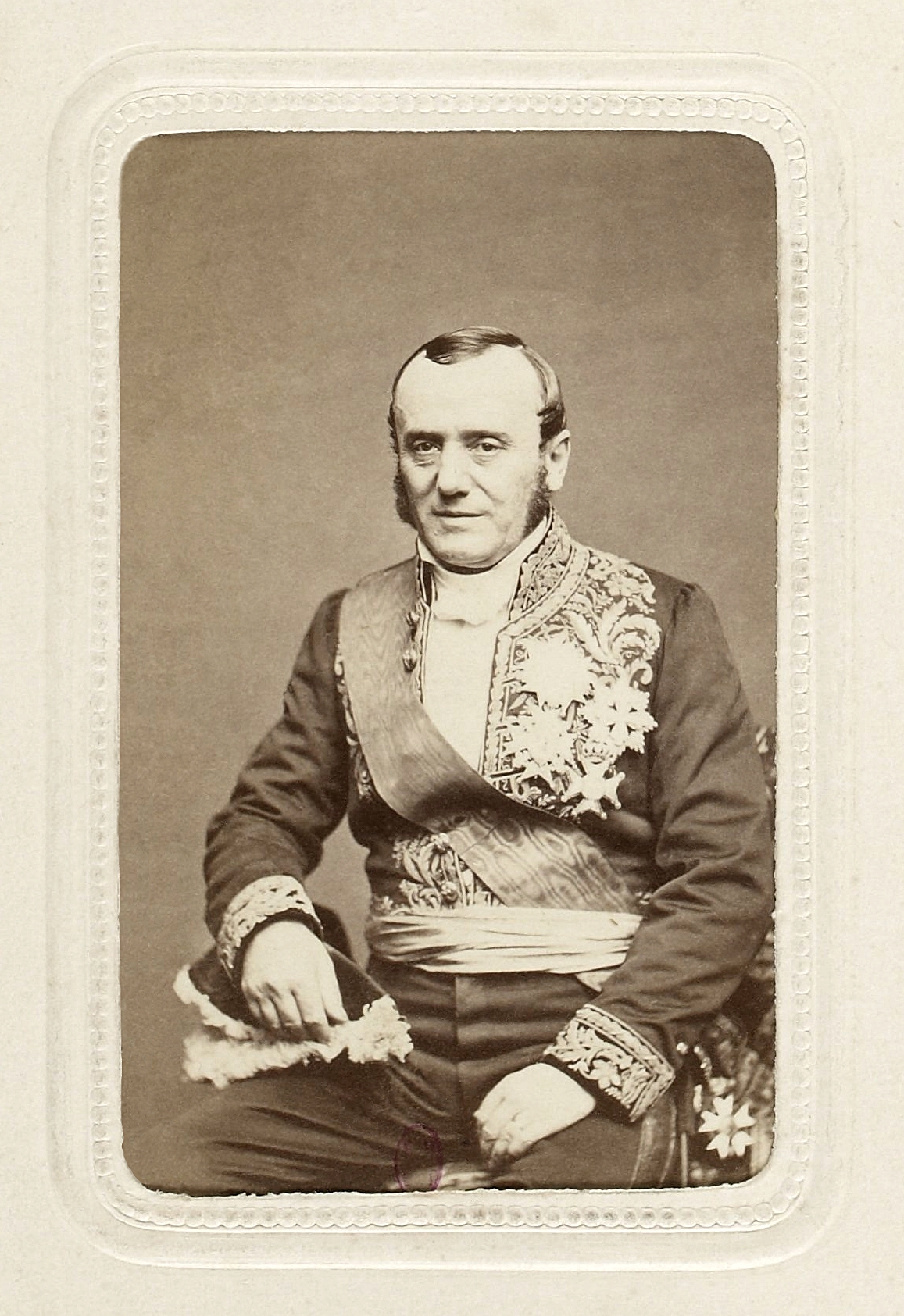
Adolphe Billault

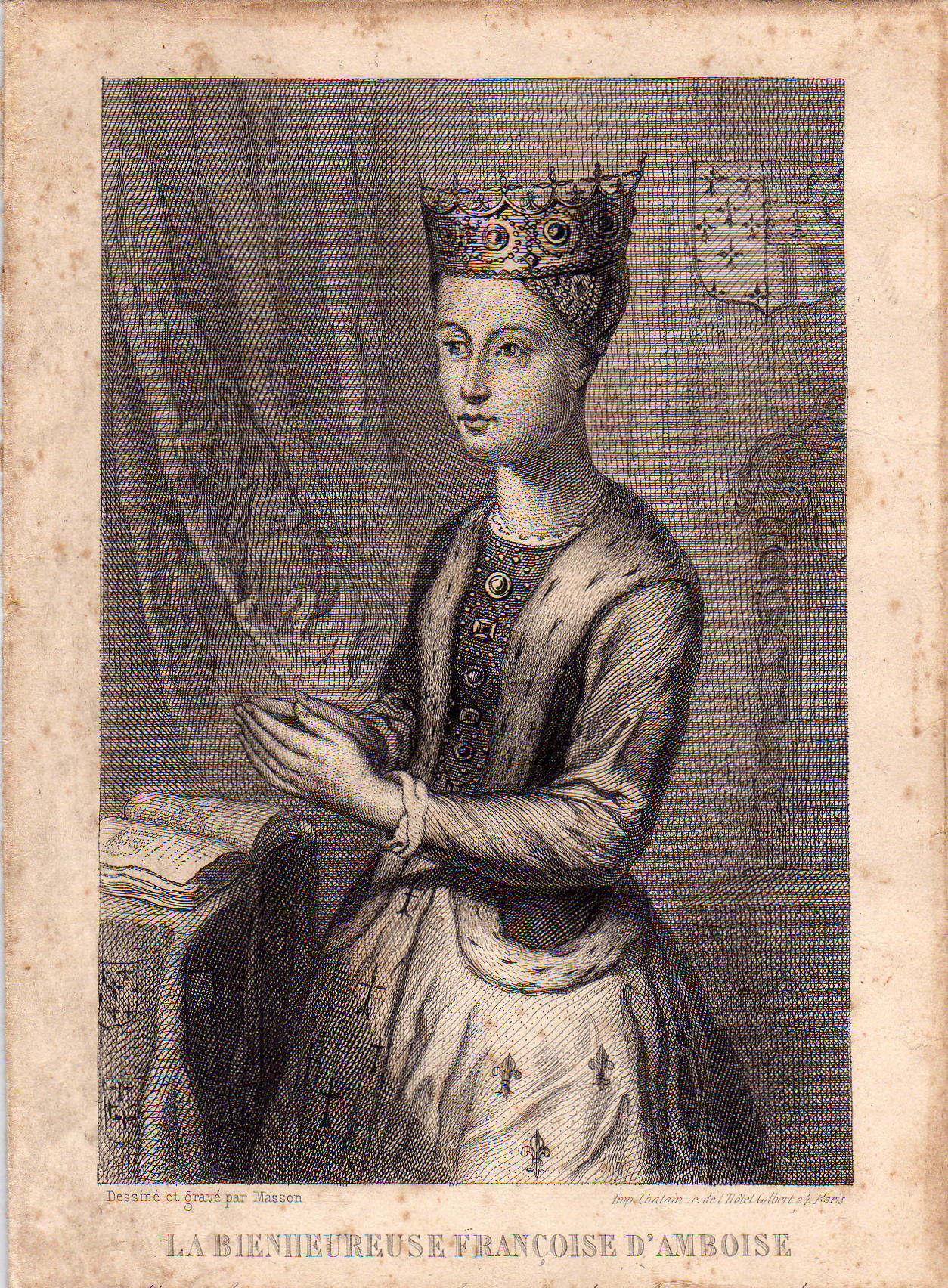
Françoise d'Amboise

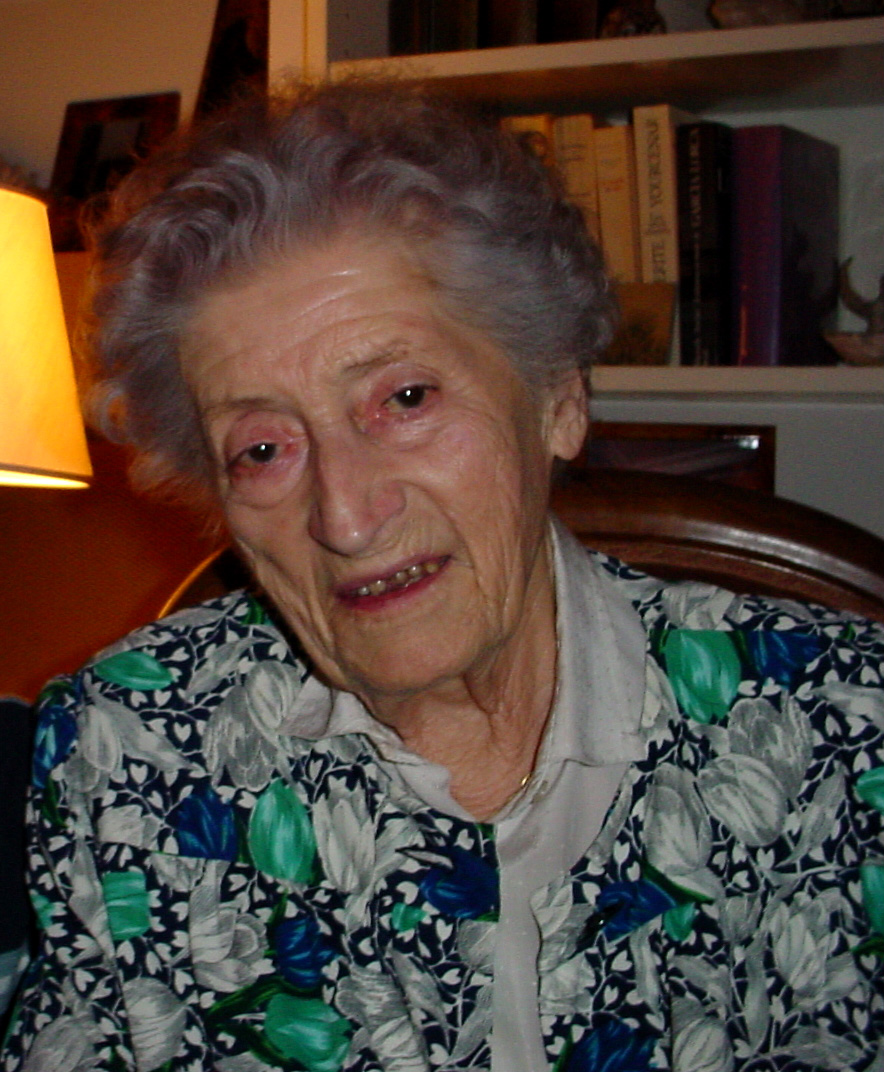
Lucie Aubrac

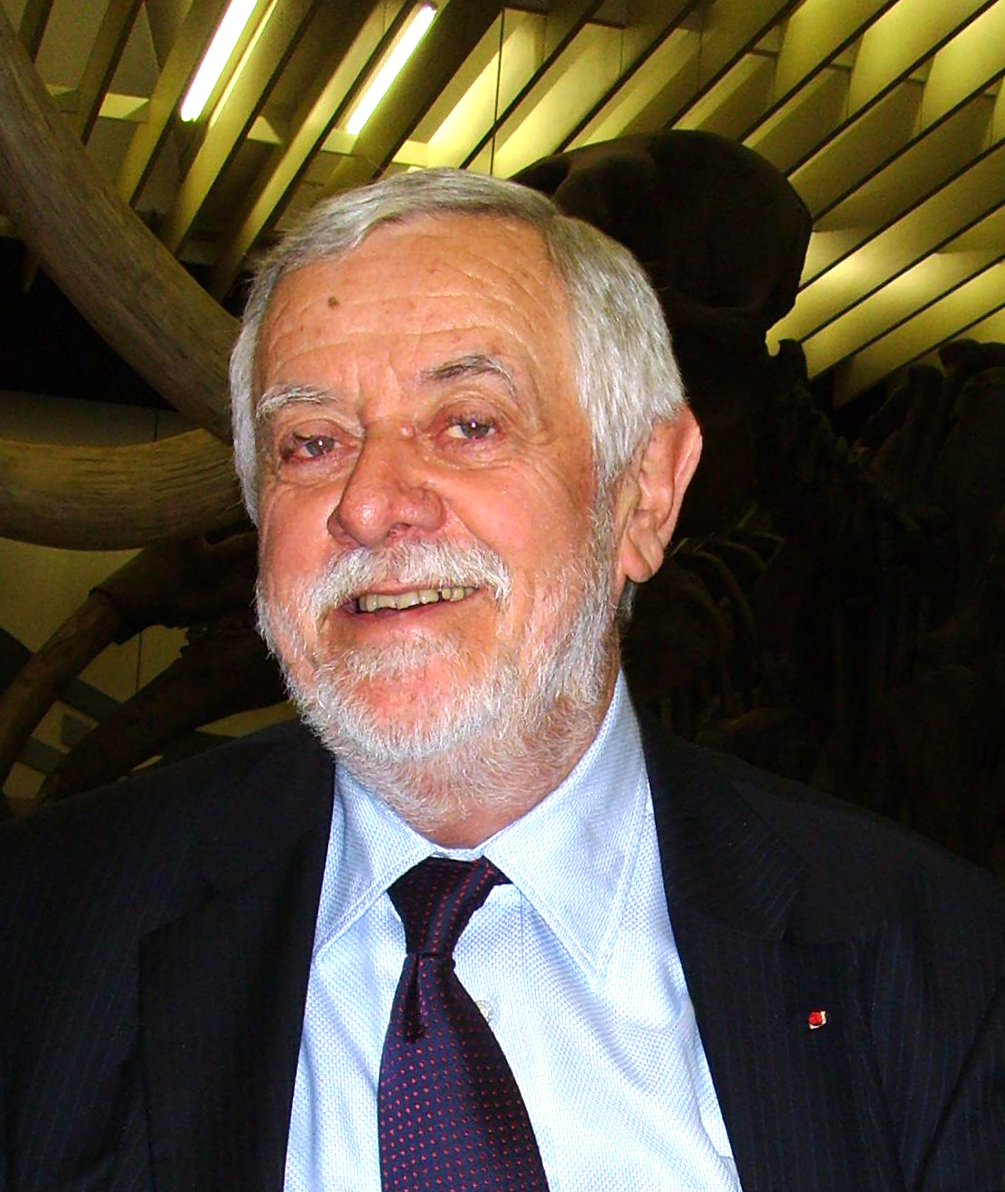
Yves Coppens

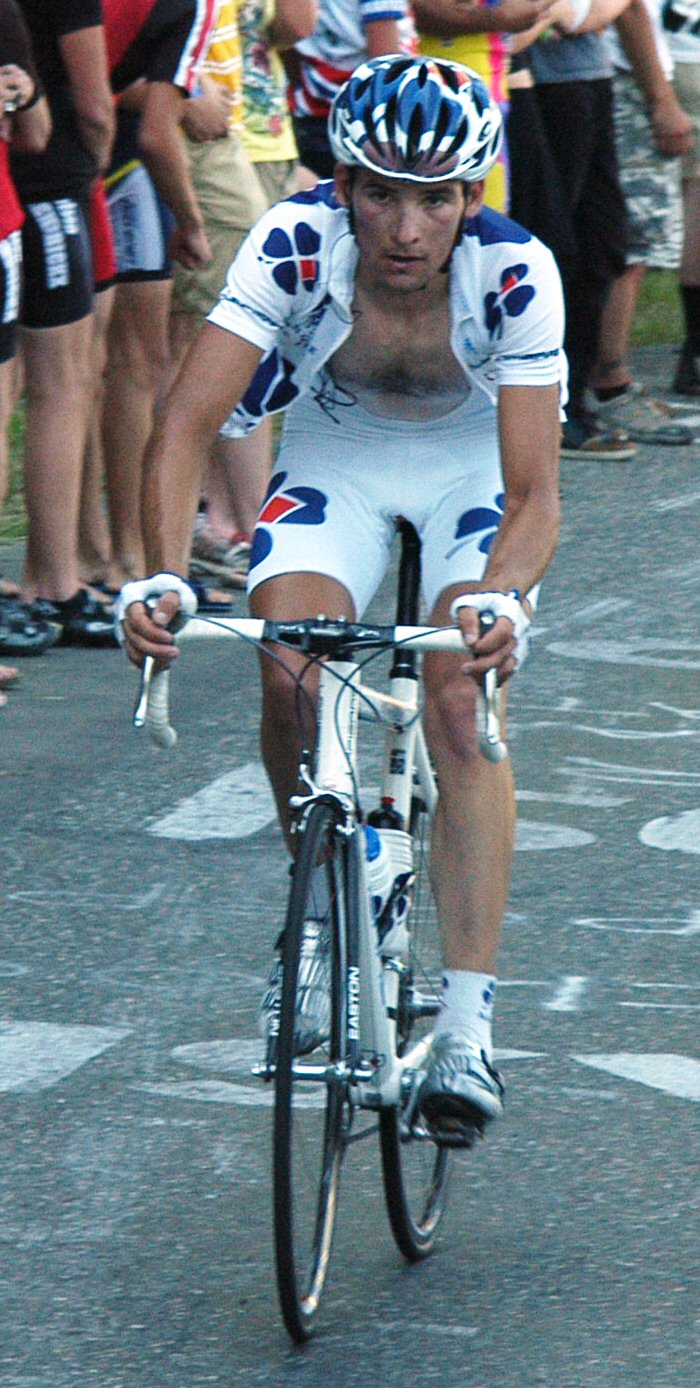
Benoît Vaugrenard

### Souverains bretonsetcomtes de Vannes
- Caradog Freichfras (Chevalier de la Table Ronde), le premier souverain légendaire du Vannetais au Ve siècle.
- Eusèbe (Ve siècle), roi semi-légendaire d'origine gallo-romaine qui régna sur Vannes vers 490.
- Macliau, souverain du Bro Waroch et évêque de Vannes au VIe siècle.
- Nominoë (IXe siècle), comte de Vannes et premier souverain de Bretagne.
- Erispoë († 857), roi de Bretagne, fils du précédent.
- Pascweten († 877), comte de Vannes et prétendant au trône du royaume de Bretagne.
- Alain Ier († 907), dit le Grand, comte de Vannes et roi de Bretagne.
- Orscand le Grand († 992), comte de facto de Vannes et évêque de Vannes.
- Jean Ier de Bretagne (1217-1286), dit le Roux, duc de Bretagne. Il engage la réfection des remparts en 1237.
- Jean II de Bretagne (1239-1305), duc de Bretagne.
- Jean IV de Bretagne (1339-1399) dit le Conquérant, duc de Bretagne. Il fait agrandir les remparts vers le sud et décide de la construction du château de l'Hermine.
- Jean V de Bretagne (1389-1442) dit le Sage, duc de Bretagne, né au château de l'Hermine.
- Arthur III de Bretagne (1393-1458), dit le connétable de Richemont, duc de Bretagne.
- François Ier de Bretagne (1414-1450), duc de Bretagne, né et décédé au château de l'Hermine.
- François II de Bretagne (1433-1488) épouse Marguerite de Bretagne (1443-1469), le 13 novembre 1455 à Vannes.
- Pierre II de Bretagne (1418-1457), duc de Bretagne.

### Noblesse bretonne
- Olivier IV de Clisson (1300-1343). Il assiège et prend Vannes pour le compte de Charles de Blois en 1342, lors de la Guerre de succession de Bretagne.
- Olivier V de Clisson (1336-1407), connétable de France.  Il est arrêté au château de l'Hermine le 26 juin 1387 et emprisonné.
- Guillaume Chauvin (1422-1484), ancien chancelier de Bretagne. Il est détenu au château de l'Hermine, de 1481 à sa mort en 1484.

### Noblesse française
- Robert d'Artois (1287-1342), prétendant au comté d'Artois y fut mortellement blessé lors du siège de Vannes d'octobre 1342, qu'il menait pour le compte de l'Angleterre.
- Jean Ier d'Alençon (1385-1415), épouse Marie de Bretagne (1391-1446) le 26 juin 1398 à Vannes.
- Charles d'Anjou (1446-1472), en lutte contre son frère Louis XI, séjourne au château de l'Hermine de 1466 à 1467.
- François Ier (1494-1547), roi de France. Il signe au château de la Motte le 4 août 1532 l'édit d'Union de la Bretagne à la France.

### Noblesse anglaise
- Henri Plantagenêt (1133-1189), roi d'Angleterre. Il assiège Vannes par deux fois en 1168 et 1175.
- Édouard III d'Angleterre (1312-1377) assiège Vannes en 1342.
- Henri Tudor (1457-1509), le futur roi d'Angleterre Henri VII, séjourne au château de l'Hermine de 1483 à 1484.
- Henriette-Marie de France (1609-1669), fille d'Henri IV, reine d'Angleterre, par son mariage avec Charles Ier séjourna à l'archidiaconé en 1644.

### Noblesse écossaise
- Isabelle d'Écosse (v. 1426 - 1494 à Vannes), princesse d'Écosse, duchesse consort de Bretagne par son mariage avec François Ier

### Saints
- Saint Patern (?-475), premier évêque de Vannes, un des sept saints fondateurs de la Bretagne.
- Saint Mériadec (VIIe siècle), saint breton, évêque de Vannes.
- Saint Émilion († 767), ermite et intendant du Comte de Vannes.
- Saint Vincent Ferrier (1350-1419), dominicain d'origine espagnole, prédicateur de la Bretagne, décédé et inhumé à Vannes.

### Artistes
- Daniel Danielis (1635-1696), compositeur d'origine belge. Vannetais à partir de 1684.
- Louis-Marie Autissier (1772 à Vannes-1830), peintre miniaturiste.
- James Tissot (1836-1902), peintre et graveur français, effectua une partie de ses études au lycée jésuite.
- Paul-César Helleu (1859 à Vannes-1927), peintre.
- Émile Jourdan (1860 à Vannes-1931), peintre de l'école de Pont-Aven, disciple de Paul Gauguin.
- Guy Ropartz (1864-1955), compositeur français, effectua une partie de ses études au lycée jésuite.
- Louis Ridel (1866 à Vannes-1937), peintre académique, élève de Gustave Moreau.
- Jean Frélaut (1879-1954), peintre, graveur et illustrateur.
- Gabrielle David (1884-1959), peintre, née à Vannes.
- Geneviève Asse (1923-2021) peintre.
- Franjo Beslic  (né en 1941), peintre et sculpteur, résidant à Vannes.

### Écrivains
- Marie de Rabutin-Chantal, marquise de Sévigné (1626-1696), femme de lettres françaises, séjourna au château de la Motte en 1654.
- Alain-René Lesage (1668-1747), écrivain français qui fit ses études au lycée jésuite de Vannes.
- Auguste de Villiers de L'Isle-Adam (1838-1889), écrivain français, effectua une partie de ses études au lycée jésuite.
- Octave Mirbeau (1848-1917), écrivain français fit, ses études au collège des jésuites de Vannes, Saint-François-Xavier, de 1859 à 1863, « quatre années d'enfer[1] » qu'il évoque dans son roman Sébastien Roch.
- Albert Le Boulicaut (1877-1920), critique littéraire, fut l'un des premiers Français à visiter les lieux saints de l'islam, déguisé en pèlerin musulman en prenant le nom de Bey Mohamed Salaheddin ; il écrivit un livre racontant ce voyage : Au pays des mystères. Pèlerinage d'un chrétien à La Mecque et Médine, publié en 1913.
- André Savignon (1878-1947), écrivain et journaliste français, effectua une partie de ses études au lycée jésuite.
- Marie Le Franc (1879-1964), écrivaine franco-canadienne, née à Sarzeau, fit ses études d'institutrice à Vannes.
- Marc Elder (1884-1933), écrivain français, effectua une partie de ses études au lycée jésuite.
- Louis Martin-Chauffier (1894 à Vannes - 1980), journaliste, écrivain et résistant.
- Michel Dugué (né en 1946 à Vannes), poète et prosateur français.
- Cédric Morgan (né en 1943 à Vannes), écrivain.
- Marilyse Leroux (née en 1955 à Vannes), poète, romancière, enseignante et chansonnière.

### Historiens
- Joseph Mahé (1760-1831), chanoine du diocèse de Vannes qui a réalisé l'un des premiers travail de collecte de musique bretonne et un travail d'inventaire des mégalithes du Morbihan.
- Édouard Frain de la Gaulayrie (1840-1921), historien français, fit ses études au collège Saint François-Xavier.
- Pierre de La Gorce (1846 à Vannes - 1934), magistrat, avocat et historien, membre de l'Académie française.
- Alain de Goué (1879 à Vannes - 1918), historien et généalogiste.

### Célébrités du spectacle
- Jean de Limur (né en 1887 à Vannes - 1976), acteur, réalisateur et scénariste
- Paul Gury (né en 1888 à Vannes - 1974), comédien, metteur en scène et cinéaste québécois.
- Simone Signoret (1921 - 1985), lycéenne dans la ville pendant la Seconde Guerre mondiale.
- Alain Resnais (1922 à Vannes - 2014), réalisateur et scénariste.
- Volker Schlöndorff (né en 1939), cinéaste allemand, effectua une partie de ses études au lycée Saint-François-Xavier.
- Jean-Claude Massoulier (1932 - 2009 à Vannes), comédien, chanteur et animateur de télévision français.
- Claude-Michel Schönberg (né en 1944 à Vannes), producteur, acteur, chanteur, compositeur de chansons populaires et de comédies musicales.
- Mathieu Carrière (né en 1950), acteur allemand, étudia au lycée Saint-François-Xavier.
- Natacha Amal (née en 1968), actrice, possède une propriété au centre-ville. Elle épouse Jacques Stival civilement à l'hôtel de ville en 2015[2].
- Hélène de Fougerolles (née en 1973 à Vannes), comédienne.
- Grégory Questel (né en 1974 à Vannes), comédien.
- Louise Bourgoin (née en 1981), comédienne et ancienne « miss météo » de Canal+, passe son enfance entre Rennes et Vannes[3]

### Musiciens
- Charles Demars (1702-1174), organiste de la cathédrale de Vannes de 1728 à sa mort, claveciniste et compositeur.

### Militaires
- Olivier de Méel, écuyer d'Arthur de Richemont, a été condamné et décapité à Vannes le 8 juin 1451, pour le meurtre de Gilles de Bretagne.
- Louis Joseph Victor Jullien de Bidon (1764-1839), général de brigade, Comte de l'Empire et préfet du Morbihan durant toute la durée du premier Empire.
- Gabriel Fabre (1774 à Vannes - 1858), général des armées de la République et de l'Empire.
- Théobald Dalmas de Lapérouse (1814 à Vannes - 1899), général français sous le Second Empire.
- Jacques Jacquesson (1912-1996), militaire et ingénieur français, un des artisans de la première bombe atomique française, a étudié à Vannes de 1924 à 1932.
- Léopold Hulot (1923 à Vannes - 1948), un des 177 commandos du 1er Bataillon de Fusiliers Marins Commandos (Commandos Kieffer)
- Bernard Norlain (né en 1939 à Vannes), général de l'Armée de l'air.
- François Lecointre (né en 1962), chef de corps du 3e RIMa entre 2005 et 2007, chef d'État-Major des armées depuis 2017.

### Politiciens
- Emmanuel Marie Louis de Noailles (1743 - 1822), diplomate, gouverneur de Vannes et d'Auray
- Édouard Lorois (1792 - 1863), préfet du Morbihan.
- Adolphe Billault (1805 à Vannes - 1863), avocat et homme politique français, ministre sous Napoléon III.
- Édouard Lorois (1819-1885), député du Morbihan.
- Émile Lorois (1831 à Vannes - 1899), député du Morbihan.
- Charles Riou (1840 - 1927 à Vannes), maire de Vannes, sénateur du Morbihan.
- Roger Audren de Kerdrel (1841 à Vannes - 1929), maire de Saint-Gravé, conseiller départemental du Morbihan, sénateur du Morbihan.
- Gustave de Lamarzelle (1852 à Vannes - 1929), député du Morbihan, sénateur du Morbihan.
- Edmond Filhol de Camas (1866 à Vannes - 1945), sénateur du Morbihan.
- Théodore Steeg (1868-1950), professeur de philosophie à Vannes, puis ministre à partir de 1917
- Joseph Le Digabel (1896 à Vannes - 1983), sénateur du Morbihan.
- Raymond Marcellin (1914 - 2004), maire de Vannes, député du Morbihan, sénateur du Morbihan, ministre de l'agriculture, ministre de l'intérieur, président du conseil régional de Bretagne.
- Jean-Marie Le Pen (1928 - 2025) a étudié aux Collège Saint François-Xavier
- Gabriel Cohn-Bendit (1936-2021), personnalité politique française.
- Bernard Poignant (né en 1945 à Vannes), député du Finistère.
- François Goulard (né en 1953 à Vannes), député du Morbihan, maire de Vannes, ancien ministre et secrétaire d’État.
- David Robo (1970 -), maire de Vannes.

### Journalistes
- Anne-Claire Coudray (1977 -) a étudié au Lycée Saint François-Xavier.

### Religieux
- Françoise d'Amboise (1427-1485), duchesse consort de Bretagne par son mariage avec Pierre II, bienheureuse de l’Église catholique.
- Daniel de Francheville (1648-1702), ecclésiastique qui fut évêque de Périgueux de 1693 à 1702.
- Louis-François Duplessis de Mornay (1663 à Vannes-1741), évêque de Quebec.
- Henri-Marie Dubreil de Pontbriand (1709 à Vannes-1760), évêque de Québec.
- Pierre-René Rogue (1758-1796), prêtre réfractaire guillotiné sous la Révolution et béatifié en 1934.
- Mère Saint-Louis, ou Madame Molé (1763-1825), fondatrice des Sœurs de la Charité de Saint-Louis, béatifiée en 2012.
- Mgr Yves Plumey, archevêque de Garoua (Cameroun), né à Vannes en 1913, assassiné à Ngaoundéré en 1991.
- Mgr Raymond Centène (1958), évêque de Vannes depuis 2005.

### Résistants
- Colonel Rémy (1904 à Vannes-1984), résistant français lors de la Seconde Guerre mondiale.
- Maisie Renault (1907 à Vannes-2003), résistante française lors de la Seconde Guerre mondiale, sœur du Colonel Remy.
- Madeleine Cestari (1921-2016), résistante française lors de la Seconde Guerre mondiale, sœur du Colonel Remy.
- Lucie Aubrac (1912-2007), résistante, professeur d'histoire au lycée de Vannes pendant une courte période de la Seconde Guerre mondiale.
- Agnès de La Barre de Nanteuil (1922-1944), résistante du réseau "Libé-nord", agent de liaison du Général Audibert, cheftaine de louveteaux, morte pour la France le 13 août 1944[4] à Paray-le-Monial.

### Sciences
- Joseph-Pierre de Bonnécamps (1708-1790), religieux, hydrographe et astronome, professeur au Collège des jésuites de Québec, né à Vannes.
- Félix-Frédéric Hébert (mort en 1918 à Vannes), météorologue, professeur de physique ayant inspiré le personnage du Père Ubu.
- Yves Rocard (1903 à Vannes-1992), physicien et résistant, « père » de la Force de dissuasion nucléaire française.
- Yves Coppens (1934 à Vannes-2022), paléoanthropologue, membre de l’équipe qui découvrit Lucy, premier fossile relativement complet d’australopithèque.
- Serge Latouche (né en 1940 à Vannes), économiste.
- Paul Jorion (né en 1946 à Ixelles, Belgique), chercheur en sciences sociales

### Sportifs
- Jacques Ramouillet (né en 1941 à Vannes), alpiniste et grimpeur.
- Loïck Peyron (né en 1959), navigateur français.
- Patrice Loko (né en 1970) , footballeur professionnel.
- Emmanuel Dodé (né en 1979 à Vannes), skipper et navigateur.
- Mathieu Berson (né en 1980 à Vannes) , footballeur professionnel.
- Gaël Danic (né en 1981 à Vannes), footballeur professionnel.
- Nicolas Lunven (né en 1982 à Vannes), skipper et navigateur.
- Joris Marveaux (né en 1982 à Vannes) , footballeur professionnel.
- Benoît Vaugrenard (né en 1982 à Vannes), cycliste professionnel.
- Ludovic Lemoine (né en 1986 à Vannes), escrimeur handisport.
- Sylvain Marveaux (né en 1986 à Vannes), footballeur.
- Patricia Picot, escrimeuse handisport, championne paralympique.

### Divers
- René Lochu (né en 1899 et mort en 1989 à Vannes), militant anarchiste et syndicaliste

### Personnages fictifs
- Aramis, l'un des trois mousquetaires d'Alexandre Dumas, devient évêque de Vannes dans Le Vicomte de Bragelonne.
- Karadoc est chevalier de Vannes dans la série Kaamelott, il s'inspire de Caradoc Freichfras.
- Nicolas Le Floch, dans la série de romans de Jean-François Parot, a étudié au collège des jésuites de Vannes.
- Sébastien Roch, dans le roman d'Octave Mirbeau, est élève au collège des jésuites de Vannes.
- Michel Jérôme Dufrénoy, dans le roman d'anticipation Paris au XXe siècle de Jules Verne, est né à Vannes.
- Sir Nigel, héros du roman éponyme de Sir Arthur Conan Doyle, est sénéchal du château de Vannes.
- La famille de Roland est établie à Vannes, dans la série de bandes dessinées Durandal.
- Agathe Koltès, héroïne de la série télévisée éponyme, est commandant de police à Vannes.